# Yannick Le Bourdonnec
 (mai 2025).
Si vous disposez d'ouvrages ou d'articles de référence ou si vous connaissez des sites web de qualité traitant du thème abordé ici, merci de compléter l'article en donnant les références utiles à sa vérifiabilité et en les liant à la section « Notes et références ».
Yannick Le Bourdonnec, journaliste économique et écrivain, né le 20 septembre 1953.

## Biographie
Originaire de Carhaix (Finistère), il est diplômé de l’Institut d'études politiques de Paris et titulaire d'une maîtrise de droit public. Journaliste, grand reporter et chef de différents services, notamment à Agra Presse, Les Échos, L'Expansion de 1979 à 1993, et Enjeux Les Échos à partir de 1994, il est également directeur de la rédaction du Nouvel Économiste entre 2001 et juillet 2002.
Spécialiste des questions agricoles et de développement régional, il a collaboré en tant qu'éditorialiste au quotidien régional Le Télégramme. Écrivain, essayiste, il a également réalisé des documentaires pour la télévision, comme "Au nom du père", sur Édouard et Michel-Édouard Leclerc.
En décembre 2002, il devient associé de l'agence de presse Tapas Presse avec Aymeric Mantoux, Luc Dubanchet et Marc Esquerré. Directeur de collection aux Éditions des Syrtes et fondateur de Poleco, une société de conseil en communication et image, il quitte le journalisme pour intégrer le Groupe Publicis, comme associé puis vice-président de Publicis Consultants. Il dirige la société Verbe à partir de mai 2007. En 2009, il fonde Yannick Le Bourdonnec Conseil, « agence de conseil stratégique en communication corporate », dont il est le président.
Depuis 2005, Yannick Le Bourdonnec préside et anime l'Association des Dîners celtiques.
En juin 2011, Yannick Le Bourdonnec crée la société YLB Édition et lance le magazine Celtissime.

## Publications
- Le maire et le développement économique, édité par le Crédit agricole.
- Des paysans heureux, éd. Flammarion, 1994.
- Le Miracle breton, postface de Joseph Le Bihan, éd. Calmann-Lévy 1996.
- Le Printemps des régions : la fin du désert français ?, éd. Calmann-Lévy, 2000.
- Du bruit dans le Landerneau, entretiens de Michel-Édouard Leclerc avec Yannick Le Bourdonnec, éd. Albin Michel, 2004.
- Que veulent donc les Bretons ?, Éditions des Syrtes, 2004.
- Le Paradoxe breton, Éditions des Syrtes, 2004.
- Réussir en toute franchise, Louis Le Duff avec Yannick Le Bourdonnec, éd. Albin Michel, 2006.